# Mangora huallaga
Mangora huallaga là một loài nhện trong họ Araneidae.
Loài này thuộc chi Mangora. Mangora huallaga được Herbert Walter Levi miêu tả năm 2007.